# Ladder 49
Ladder 49 (en español, Brigada 49) es una película de 2004 acerca del heroísmo de un bombero de Baltimore, Jack Morrison, que queda atrapado dentro de un edificio en llamas durante un incendio, y sobre sus recuerdos de los hechos que lo condujeron a ese punto. La película es un homenaje a la profesión y a la vida de bombero. Fue dirigida por Jay Russell.

## Sinopsis
La película comienza con el bombero del Cuerpo de Bomberos de Baltimore, Jack Morrison, salvando la vida de un hombre en un edificio en llamas en el barrio Canton, en Baltimore. Sin embargo, en el edificio se produce una explosión, haciendo que Jack caiga varios pisos rompiéndose luego una pierna. La historia sigue con los esfuerzos de otro hombre de su unidad, bajo las órdenes del Capitán Mike Kennedy, de rescatarlo, mientras Jack intenta llegar a una zona segura dentro del edificio en llamas. Interacaladamente con la continua tarea de rescate, una serie flashbacks muestran cómo fue que Jack se unió al departamento de bomberos, cómo conoció a la mujer que luego se convertiría en su esposa, su relación con sus hijos y sus trabajos con sus compañeros bomberos.
Luego de trabajar en Bomba 33 (una de las unidades del departamento de bomberos de Baltimore), Jack ocupa un puesto como miembro de Búsqueda y Rescate, quienes son los encargados de encontrar y rescatar las personas atrapadas en un incendio, en la Brigada 49, haciendo su trabajo mucho más peligroso y difícil que antes. Él cree que este nuevo trabajo es gratificante, pero su esposa se preocupa por su seguridad y se opone a ese cambio de puesto; sin embargo eventualmente acepta el nuevo puesto e incluso le aconseja que tome un puesto administrativo cuando éste se le sea ofrecido. Él ya había sufrido algunas experiencias traumáticas, como la muerte de un amigo en un incendio y también otro amigo quedó gravemente quemado mientras buscaban víctimas. Una noche, rescata una niña pequeña de un departamento en llamas, donde queda atrapado hasta que logran rescatarlo. Tanto él como su compañero fueron condecorados con la Medalla al Valor por sus hazañas.
Volviendo al gran incendio, los compañeros de Jack están determinados a rescatarlo, mientras él hace lo posible para llegar a la zona segura que Mike le había transmitido por radio. Sin embargo, cuando estaba a punto de llegar a esa habitación observa que la única salida está completamente en llamas y cree que ya no hay esperanzas. Luego le dice a Mike por radio que mande abortar la misión de rescate y que saque a sus hombres de allí, para que nadie resulte herido mientras intentan salvarlo. Con tristeza, Mike está de acuerdo con esto y Jack acepta su destino de morir en el fuego. En el funeral de Jack, Mike da un emocionante discurso recibiendo una gran ovación por parte de amigos y familiares entre los presentes. Luego el cuerpo de Jack es llevado hasta su lugar de descanso repleto de honores. La película termina con Mike y los otros bomberos asistiendo a un llamado y con una escena del primer incendio de Jack.

## Música
Robbie Robertson contribuyó con el tema de la película, la canción "Shine Your Light" ("Brilla tu luz"). También compuso un adagio para los créditos finales.

## Reparto
Joaquin Phoenix como Bombero Jack Morrison.

John Travolta como Capitán Mike Kennedy.

Robert Patrick como Bombero Leonard "Lenny" Richter.

Jacinda Barrett como Linda Morrison.

Morris Chestnut como Bombero Tommy Drake.

Balthazar Getty como Bombero Ray Gauquin.

Billy Burke como Bombero Dennis Gauquin.

Tim Guinee como Capitán Tony Corrigan.

Kevin Chapman como Teniente Frank McKinney.

Jay Hernández como Aspirante a Bombero Keith Perez.

Kevin Daniels como Conductor Don Miller.

Steve Maye como Bombero Pete Lamb.

Robert Logan Lewis como Bombero Ed Reilly.

Spencer Berglund como Nicky Morrison.

Brooke Hamlin como Katie Morrison.

Sam Stockdale como él mismo.

Paul Novak Jr. como Dispatcher.